# يا دنيا يا غرامي (فلم)
يا دنيا يا غرامي هو فيلم مصري حائز على جوائز عالمية من إنتاج شركة «استوديو 13» رأفت الميهي العام 1995.
الفيلم من تأليف وسيناريو محمد حلمي هلال، تصوير محسن نصر ومن إخراج مجدي أحمد علي.
الفيلم من بطولة نجمات السينما المصرية إلهام شاهين، ليلى علوي وهالة صدقي.

## شخصيات الفيلم
يروي الفيلم قصة ثلاث فتيات عاملات تجاوزن سن الزواج الاعتيادي. هذا بالرغم من تحليهن بقدر من الجمال المعقول وخفة الدم. ومع تواضع المطلب وبساطته في تحقيق الطموحات والأحلام، لم تستطع أي منهن أن تحقق حلمها البسيط المتمثل في الحب والزواج والحياة الآمنة مع ابن الحلال.
الشخصية الأولى هي فاطمة (ليلى علوي) التي أحبت ابن خالتها الميكانيكي يوسف (هشام سليم) وتمت خطوبتها منذ أربع سنوات، دون أن يتمكن هو من الوفاء بالتزاماتة التقليدية الضرورية والمتمثلة في الشبكة والمهر. لذلك يتجه للسرقة والنصب حتى على أصدقائه على أمل الاقتران بفتاة أحلامه، لذلك يدفع الثمن غالياً عندما يودع السجن لمدة ثلاث سنوات، ليفقد كل شيء إلا حبه لفاطمة.
والشخصية الثانية سكينة (إلهام شاهين) التي أحبت شقيق الأولى عبده (أحمد سلامة) وانزلقت في دهاليز الحب إلى هوة سحيقة تفقد على إثرها عذريتها، ويغيب فتى الأحلام سنوات الغربة في الكويت ليعود خاوي الوفاض وأكثر عجزاً عن الزواج متردياً في أجواء البطالة والتطرف مما يحول دون إصلاح خطئه أو إتمام الزواج. وبعد عملية لإعادة البكارة تتزوج في النهاية.
أما الشخصية الثالثة فهي نوال (هالة صدقي) التي ارتبطت بشقيق الثانية حسن (مجدي فكري) خريج كلية الحقوق الذي يحبها بدوره، لكنه يصاب بما يشبه اللوثة العقلية، ويظل يرسل لها عبر الترانزستور أغنيتها المفضلة «يادنيا يا غرامي» للفنان محمد عبد الوهاب، لتصبح نوال لقمة سهلة يحاول صاحب محل الزهور التي تعمل به النيل منها، وكذلك الثري رياض (حسين الإمام) الذي يوافق بعد محاولته الفاشلة للنيل منها على الزواج منها عرفياً، لتصبح سعادتها ناقصة.

## جوائز ومهرجانات
- جائزة أفضل فيلم في مهرجان مونتريال السينمائي الدولي.
- جائزة أفضل ممثلة للفنانة ليلى علوي في مهرجان مونتريال.
- جائزة أفضل ممثلة للفنانة إلهام شاهين في مهرجان قرطاج السينمائي الدولي.
- حصل الفيلم على ثماني جوائز في المهرجان القومي الثاني للسينما المصرية: جائزة الإنتاج الأولى للفنان رأفت الميهي ـ جائزة أفضل إخراج ـ جائزة أفضل تمثيل (ليلى علوي) ـ جائزة أفضل دور ثاني (ماجدة الخطيب) ـ جائزة أفضل مونتاج ـ جائزة أفضل موسيقى ـ جائزة المهرجان الخاصة للفنانة إلهام شاهين.

جائزة أفضل سيناريو من المهرجان القومى للسينما للمؤلف - محمد حلمى هلال.

## وصلات خارجية
- سينما تيك حداد